# The Scarecrow Walks at Midnight
The Scarecrow Walks at Midnight (No Brasil: O Espantalho Anda à Meia-Noite e em Portugal:O Espantalho da Meia-Noite) é um dos livros da série Goosebumps.

## Sinopse
Jodie adora visitar os avós na fazenda. O avô dela conta histórias assustadoras, e as panquecas com gotas de chocolate da avó são fantásticas. Mas, neste verão, a fazenda está muito diferente. O milharal não está muito bonito, e os avós de Jodie parecem estar muito cansados. Além disso, o espantalho que eles tinham foi trocado por outros doze. Certa noite, Jodie vê algo realmente esquisito. Parece que os espantalhos estão se mexendo e se contorcendo nas estacas!

### Personagens
- Jodie: Irmã de Mark.
- Mark: Irmão de Jodie.
- Kurt: Avô de Jodie e Mark.
- Miriam: Avó de Jodie e Mark.
- saticks: filho de stanley
- stanley: pai de sticks